# مارفن إل. كوهن
مارفن إل. كوهن (بالإنجليزية: Marvin L. Cohen)‏ هو فيزيائي أمريكي، ولد في 3 مارس 1935 في مونتريال في كندا.